# Okenia evelinae
Okenia evelinae Er. Marcus, 1957 è un mollusco nudibranchio della famiglia Goniodorididae.
L'epiteto specifico è un omaggio alla zoologa tedesca Eveline Du Bois-Reymond Marcus (1901-1990), moglie di Ernst Marcus (1893-1968), descrittore della specie.